# Krigen mellem Danmark-Norge og Algier
Krigen mellem Danmark-Norge og Algier også kendt som Den Algierske Ekspedition var en oversøisk konflikt mellem den nordafrikanske barbareskstat Algier og kongedømmet Danmark-Norge fra den 14. september 1769, da dey Baba Mohammed ben-Osman erklærede krig, til den 16. maj 1772, da en fredstraktat blev underskrevet af parterne. Grunden til krigen var uenighed om størrelsen på betalingen fra Danmark-Norge for at undgå at Algierske sørøvere/kapere opbragte dansk-norske skibe.
Fra København blev en straffeekspedition på fire linjeskibe, to fregatter og to bombegalioter sendt mod Algier i maj 1770, men magtede ikke at gennemføre et effektivt bombardement på grund af pålandsvind, og måtte tage retræten efter at være blevet ramt af sygdom. Derefter blev Algier underlagt en søblokade frem til foråret 1772. Deyen sluttede fred med danskerne, og danskerne blev tvunget til at levere store gaver under hårde betingelser. Omkring 500 dansk-norske søfolk omkom i krigen, samt et ukendt antal beboere i byen Algier.